# Nitratreduktasen

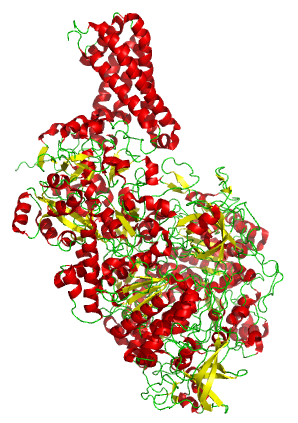

Nitratreduktasen sind Oxidoreduktasen, die die Reduktion von Nitrat zu Nitrit katalysieren. Nitratreduktasen spielen eine wichtige Rolle bei der Stickstoffassimilation (assimilatorische Nitratreduktasen) in Pflanzen und der Nitrat-Atmung (dissimilatorische Nitratreduktasen) in Bakterien (Denitrifikation). Oft kann Chlorat zu Chlorit reduziert werden.
Die sechs momentan bekannten Nitratreduktasen können anhand ihres Elektronendonors und Mechanismus in die folgenden Klassen eingeteilt werden:
- die in Pflanzen, Bakterien, und manchen anderen Eukaryoten und Archaeen vorkommende NADH-Nitratreduktase (EC 1.7.1.1):
{\displaystyle \mathrm {\ NO_{3}^{-}+NADH+H^{+}\longleftrightarrow \ NO_{2}^{-}+NAD^{+}+H_{2}O} }
- die in Pflanzen, Bakterien, und manchen Saccharomyceten vorkommende NAD(P)H-Nitratreduktase (EC 1.7.1.2) kann sowohl NADH als auch NADPH verwenden:
{\displaystyle \mathrm {\ NO_{3}^{-}+NAD(P)H+H^{+}\longleftrightarrow \ NO_{2}^{-}+NAD(P)^{+}+H_{2}O} }
- die in vielen Pilzen vorkommende NADPH-Nitratreduktase (EC 1.7.1.3):
{\displaystyle \mathrm {\ NO_{3}^{-}+NADPH+H^{+}\longleftrightarrow \ NO_{2}^{-}+NADP^{+}+H_{2}O} }
- die in manchen Bakterien vorkommende Chinon-Nitratreduktase (EC 1.7.5.1):
{\displaystyle \mathrm {\ NO_{3}^{-}+Chinol\longleftrightarrow \ NO_{2}^{-}+Chinon+H_{2}O} }
- die in vielen Bakterien vorkommende Ferredoxin-Nitratreduktase (EC 1.7.7.2):
{\displaystyle \mathrm {\ NO_{3}^{-}+Ferredoxin_{red.}\longleftrightarrow \ NO_{2}^{-}+Ferredoxin_{ox.}+H_{2}O} }
- die in manchen Bakterien vorkommende Cytochrom-Nitratreduktase (EC 1.9.6.1):
{\displaystyle \mathrm {\ NO_{3}^{-}+2\ H^{+}+2\ Acceptor_{red}\longleftrightarrow \ NO_{2}^{-}+2\ Acceptor_{ox}^{+}} }